# Kalalé
Kalalé är en kommun i departementet Borgou i Benin. Kommunen har en yta på 3 586 km2, och den hade 168 882 invånare år 2013.